# Sauris usta
Sauris usta är en fjärilsart som beskrevs av Warren. Sauris usta ingår i släktet Sauris och familjen mätare. Inga underarter finns listade.